# Artère méningée moyenne
Pour les articles homonymes, voir Artère méningée.
L'artère méningée moyenne (ou artère sphéno-épineuse) est une artère systémique paire de la tête. Elle vascularise une grande partie de la dure-mère et de la voûte crânienne.

## Origine
L'artère méningée moyenne prend son origine dans le premier segment de l'artère maxillaire, branche de l'artère carotide externe.

## Trajet
L'artère méningée moyenne remonte dans le foramen épineux de l'os sphénoïde entrant ainsi dans la fosse crânienne moyenne en croisant le nerf auriculo-temporal. Elle s'incurve ensuite en avant dans un sillon de la face interne de la grande aile de l'os sphénoïde.  
Elle donne un rameau pétreux et un rameau orbitaire.  
Elle se divise ensuite en un rameau frontal et un rameau pariétal.  

### Rameau pétreux
Le rameau pétreux se dirige vers l'arrière pour pénétrer dans le hiatus du canal du nerf grand pétreux.  

### Rameau orbitaire
Le rameau orbitaire passe par la fissure orbitaire supérieure et vascularise les structures latérales de l'orbite, dont la glande lacrymale. Il forme aussi une anastomose avec l'artère lacrymale via le rameau anastomotique de l'artère méningée moyenne avec l'artère lacrymale.  
Cette anastomose permet un pont vasculaire entre la circulation intracrânienne et extracrânienne.  

### Rameau frontal
Le rameau frontal suit vers l'avant la grande aile de l'os sphénoïde jusqu'à la suture sphéno-pariétale pour vasculariser la dure-mère de la région frontale ainsi que la voute crânienne adjacente.  

### Rameau pariétal
Le rameau pariétal contourne l'os temporal vers l'arrière, passe dans le sillon de l'artère méningée moyenne et se divise pour vasculariser la dure-mère de la région pariétale ainsi que la voute crânienne adjacente.  

## Aspect clinique
Cette artère pourrait être impliquée dans les migraines et les méningiomes. Les anévrismes (et pseudo-anévrismes) de l'artère méningée moyenne pourraient donc être traités par embolisation. L'embolisation de cette artère aurait aussi un meilleur effet sur l'hématome sous-dural chronique que le traitement conventionnel. Cependant des études plus robustes sont encore nécessaires pour affirmer cette option thérapeutique.